# Antonio María Esquivel Suárez de Urbina
Antonio María Esquivel i Suárez de Urbina (Sevilla; 8 de març de 1806 - Madrid; 9 d'abril de 1857), fou un pintor espanyol especialitzat en temes romàntics i retrats, que va realitzar amb destacat detallisme i apreciable tècnica.

## Biografia
Va néixer a Sevilla el 1806. Va començar els estudis de pintura a l'Acadèmia de Belles Arts de Sevilla. Allà es va familiaritzar amb la tècnica pictòrica i el detallisme a l'estil de Murillo.
El 1831, es va traslladar a Madrid, on va concursar a l'Acadèmia de San Fernando, sent nomenat acadèmic de mèrit. En contacte amb l'ambient intel·lectual madrileny d'aquests anys, va participar activament en la fundació del Liceu Artístic i Literari el 1837, on faria classes d'Anatomia, assignatura que s'impartiria també més tard a l'Acadèmia de Sant Ferran.
El 1839, una altra vegada a Sevilla, va patir una malaltia que el va deixar pràcticament cec, l'artista, sumit en una profunda depressió, es va intentar suïcidar llançant-se al riu Guadalquivir. Assabentats els seus companys i amics poetes i artistes i mobilitzats per ajudar-lo, van sufragar entre tots un car tractament realitzat per un prestigiós oftalmòleg francès. Gràcies a això, el 1840 va sanar i va recuperar la visió. L'artista, agraït, va pintar els seus amics, poetes i pintors del Romanticisme, en un quadre que s'ha fet cèlebre. Com a reconeixements oficials, va rebre la placa del lloc de Cadis i la Creu de Comendador de l'Ordre d'Isabel la Catòlica. El 1843 fou nomenat Pintor de Cambra i el 1847 acadèmic de San Fernando, sent a més membre fundador de la Societat Protectora de Belles Arts.
Com teòric de la pintura, va redactar un Tractat d'Anatomia Pictòrica, l'original es guarda al Museu del Prado. Va morir a Madrid el 1857. Els seus fills 'Carles Maria' (1830-1867) i Vicente també van ser pintors.